# Fritz Loebmann
Fritz Loebmann (12 mars 1929, Mannheim, république de Bade-15 avril 1944, Auschwitz) est un des 44 enfants d'Izieu, arrêté lors de la rafle du 6 avril 1944, déporté par le convoi no 71, en date du 13 avril 1944, du Camp de Drancy vers Auschwitz. Il est assassiné à son arrivée. Il a 15 ans. Dans son fameux Télex, du 6 avril 1944, annonçant la fin de la maison d'Izieu, Klaus Barbie l'avait inclus parmi les adultes, d'où son erreur en décrivant 41 enfants et 10 adultes.

## Biographie

### Enfance et famille
Fritz Loebmann (Löbmann) naît le 12 mars 1929 à Mannheim, république de Bade, fils de Julius Löbmann (1892-?) et de Mathilde Wertheimer, née le 8 avril 1899, à Kehl, grand-duché de Bade. Sa mère est internée au camp des Milles et déportée par le convoi no 20, en date du 17 août 1942, du camp de Drancy vers Auschwitz. 
Fritz Loebmann est un cousin d'Otto Wertheimer, (alias Wermet), né le 5 février 1932, à Mannheim, république de Bade, âgé de 12 ans et déporté dans le même convoi que Fritz Loebmann, le convoi no 71, en date du 13 avril 1944. Les parents d'Otto Wertheimer sont déportés dans le convoi no 20.
Ce sont Wilhelm Wertheimer, né le 8 juillet 1890 à Kehl, grand-duché de Bade, détenu au camp des Milleset Hedwig Wertheimer (née Ledermann), née le 6 août 1890 à Sinsheim, grand-duché de Bade, et détenue au camp des Milles.

### Izieu
Les 7 enfants d'Izieu, d'origine allemande, ont fait partie de la déportation massive des juifs de la république de Bade d'octobre 1940. Ils passent par le camp de Gurs, le camp de Rivesaltes ou le camp des Milles,.
Les deux cousins, Otto Wertheimer et Fritz Loebmann passent en zone libre, sous de fausses identités : Octave Vernet pour Wertheimer et François Loban pour Loebmann. Ils seront arrêtés lors de la Rafle du 6 avril 1944, sous leur fausses identités.
Fritz Loebman, qui travaille, depuis septembre 1943 à la ferme de Lucien Bourdon à Brens, est de retour à la Maison d'Izieu, une semaine avant la Rafle du 6 avril 1944.

### Dénonciation
Lucien Bourdon est né en Lorraine en 1906, donc officiellement né en Allemagne. Il fréquente l'école allemande. Mais il ne veut pas s'engager dans la Wehrmacht. Avec son épouse, il décide de quitter la Lorraine et de s'installer dans une ferme à Izieu. Durant l'occupation, il était de notoriété publique que Lucien Bourdon était en bons termes avec les allemands qui avaient une garnison dans la ville voisine de Belley. Un jour, Lucien Bourdon demande à Miron Zlatin, le mari de Sabine Zlatin, la directrice de la Maison d'Izieu, s'il y a un grand garçon qui pourrait l'aider à sa ferme. Les Zlatin désignent Fritz Loebmann, grand pour son âge de 15 ans, et qui possède une fausse carte d'identité, au nom de François Loban. Il est probable que Fritz Loebmann a laissé trainer une lettre dans la maison des Bourdon. Lucien Bourdon se rend compte que Fritz Loebmann et les autres Enfants d'Izieu sont Juifs. L'information passe à Klaus Barbie. Il ordonne la Rafle. Lucien Bourdon renvoie Fritz Loebmann chez les Zlatin, avec pour motif, qu'en définitive, il n'a pas besoin de lui, n'étant pas en pleine saison. Une semaine plus tard, le 6 avril 1944, les allemands arrivent à la Maison d'Izieu, Lucien Bourdon et son épouse retournent. avec l'aide des allemands, en Lorraine.
Lucien Bourdon accompagne la Gestapo et assiste aux arrestations. Sa présence est attestée par Julien Favet, ouvrier agricole à Izieu, lors du procès Barbie,.
Le lendemain, le 7 avril 1944, ou le 8 avril 1944ou encore la semaine suivante, en tous cas certainement peu après, Lucien Bourdon et son épouse retournent, avec l'aide des allemands, en Lorraine.
Dans les derniers mois de la guerre, Lucien Bourdon devient un garde dans le camp de concentration de Saarbruck (ou Camp d'internés politiques à Saarbruck), en Sarre en Allemagne. Le 15 mars 1945, il est incorporé dans les rangs de la Wehrmacht, avant d'être
arrêté par l'armée américaine, quinze jours plus tard. En juin 1945, il est rapatrié en France.
Lucien Bourdon est soupçonné d'avoir dénoncé les enfants d'lzieu. Il est arrêté le 1er mars 1946 près de Metz. Il est transféré à Lyon, où il est inculpé de trahison. L'un des chefs d'inculpation est d'avoir entretenu des intelligences avec une puissance étrangère, l'Allemagne, ou avec ses agents, en vue de favoriser les entreprises de cette puissance contre la France. Faute de preuves suffisantes, l'accusation de dénonciation n'est pas retenue mais, le 13 juin 1947, la Cour de justice de Lyon le juge « coupable d'indignité nationale » et le condamne à la « dégradation nationale à vie ». Il est immédiatement remis en liberté.
En 1987, lors du Procès Barbie, Lucien Bourdon est toujours en vie. Il reçoit une demande à comparaître. Il est absent au procès,.

### Déportation et assassinat
Fritz Loebmann est déporté par le convoi no 71, en date du 13 avril 1944, du camp de Drancy vers Auschwitz. Il est assassiné à son arrivée. Il a 15 ans. Dans son fameux télex, du 6 avril 1944, annonçant la fin de la maison d'Izieu, Klaus Barbie l'avait inclus parmi les adultes, d'où son erreur en décrivant 41 enfants et 10 adultes.

## Hommage
Le nom de Fritz Loebmann figure sur le mémorial des enfants d'Izieu. 